# Rudolf Jugert
Rudolf Gustav Wilhelm Jugert (Hannover, 30 de septiembre de 1907 - Múnich, 14 de abril de 1979) fue un director de cine alemán.

## Biografía
Después de acabar los estudios secundarios en 1926, Rudolf Jugert estudió drama y literatura y, en 1931, comenzó su tarea como dramaturgo en la Schauspielhaus de Leipzig, donde rápidamente se convirtió en subdirector, director y finalmente director principal. En 1938 fue a Roma para disfrutar de la experiencia de trabajar al lado de Alessandro Blasetti, director y autor, en los estudios de Cinecittà.
De 1939 a 1946 fue el asistente de Helmut Käutner, a quien conoció en Leipzig. Se negó a ser director hasta al final de la Segunda Guerra Mundial. En 1943, fue reclutado por la Wehrmacht para preparar, como intérprete, en los soldados italianos que lucharon en el bando alemán, y conocería el cautiverio después de haber sido hecho prisionero por las tropas norteamericanas durante la campaña de Italia.
Después de su regreso, se casó con su amiga de la infancia, Katja Julius, hija del fotógrafo de la corte de Hannover, Hugo Julius, con quien tuvo un hijo, Frank-Michael, en 1941. En 1947 realizó su primera película: Film ohne Titel (Película sin título), que en 1957 fue adaptada para la televisión. Después tocó diferentes géneros, desde melodramas y Heimatfilms a comedias en películas de historia.

## Filmografía
Como director
- 1947: Film ohne Titel
- 1949: Hallo Fräulein!
- 1949: 1 × 1 der Ehe
- 1950: Vendrá un día (Es kommt ein Tag)
- 1951: Eine Frau mit Herz
- 1951: Nachts auf den Straßen
- 1952: Illusion in Moll
- 1952: Ich heiße Niki
- 1953: Ein Herz spielt falsch
- 1953: Jonny rettet Nebrador
- 1954: Eine Liebesgeschichte
- 1954: Ihre große Prüfung
- 1954: Gefangene der Liebe
- 1955: Rosen im Herbst
- 1956: Studentin Helene Willfüer
- 1956: Kronprinz Rudolfs letzte Liebe
- 1956: Nina
- 1956: Der Meineidbauer
- 1957: Eva küßt nur Direktoren
- 1957: Ein Stück vom Himmel
- 1958: Frauensee
- 1959: La Gestapo en acción (Die feuerrote Baronesse)
- 1959: Die Wahrheit über Rosemarie
- 1960: Endstation Rote Laterne
- 1960: Die junge Sünderin
- 1960: El secreto de una noche (Der Satan lockt mit Liebe)
- 1961: Die Stunde, die du glücklich bist
- 1962: Más fuerte que su amor (Frauenarzt Dr. Sibelius)
- 1962: La historia de San Michele (Axel Munthe – Der Arzt von San Michele)
- 1963: Bezaubernde Mama
- 1964: Kennwort: Reiher
- 1965: Der Tag danach
- 1965: Tatort
- 1967–1968: Der Vater und sein Sohn (sèrie de televisió, 13 episodis)
- 1968: Der Reformator
- 1969–1970: Meine Schwiegersöhne und ich (sèrie de televisió, 13 episodis)
- 1971: Preußen über alles. Minisèrie sobre Bismarck (TV, 2 episodis)[4]
- 1971: Schneewittchen
- 1971: Hänsel und Gretel
- 1971: Annemarie Lesser
- 1972: Der Bastian (sèrie de televisió, 13 episodis)
- 1972: Unsere heile Welt (sèrie de televisió, 13 episodis)
- 1974: Der Herr Kottnik (sèrie de televisió, 13 episodis)
- 1975: Unsere Penny (sèrie de televisió, 13 episodis)
- 1976: König Drosselbart
- 1977: Allerleirauh
- 1977: Die Gänsemagd
- 1977: Die kluge Bauerntochter
- 1977: Frau Holle
- 1977: Drei sind einer zuviel (sèrie de televisió, 13 episodis)
- 1978: Unternehmen Rentnerkommune (sèrie de televisió, 13 episodis)
- 1979: Balthasar im Stau